# Total Immersion
Total Immersion (TI) ist eine Schwimmlehrmethode, die auf einen möglichst energiesparenden und ruhigen Schwimmstil setzt. Entwickelt wurde diese Methode vor allem für das Kraulschwimmen vom US-amerikanischen Schwimmtrainer Terry Laughlin, der sich u. a. durch den Schwimmstil von Alexander Popow inspirieren ließ. Durch effiziente Bewegungsabläufe und Konzentration auf eine ausbalancierte und stromlinienförmige Schwimmhaltung sollen die Schwimmschüler sich auch bei geringem Krafteinsatz schnell und ausdauernd durchs Wasser bewegen können. Zu den grundlegenden Prinzipien gehört unter anderem eine kontinuierliche Bemühung um die Verbesserung der Schwimmtechnik, Vermeidung von Wasserwiderstand und ein harmonisches Zusammenspiel der Körperbewegung. Zur Erleichterung des Lernens und um schlechte Angewohnheiten ersetzen zu können, wird der Bewegungsablauf zunächst durch einzelne, aufeinander aufbauende Übungen (drills) in Teilschritte aufgegliedert und schließlich zur neuen Schwimmtechnik zusammengesetzt.
„Total Immersion Swimming“ wurde für die Total Immersion Inc in New Paltz (NY) 2006 als Markenzeichen beim United States Patent and Trademark Office registriert.

## Entwicklung und Vorläufer
Terry Laughlin wurde für die Entwicklung von TI u. a. von dem russischen Schwimmer Popow und seinen Trainer Gennadi Tourezki inspiriert. Ein weiterer Einfluss war Laughlins eigener Trainer und Mentor Bill Boomer und der Australische Schwimmtrainer Bill Sweetenham, sowie
Scott Lemley, ein langjähriger Aikido-Lehrer, Schwimmtrainer in Alaska und Erfinder der fistgloves, Fäustlingshandschuhen, die Schwimmern beim Training die Möglichkeit nehmen, die Hände zum Erzeugen von Vortrieb zu benutzen.

## Prinzipien
Die Prinzipien der Schwimmmethode „Total Immersion“ orientieren sich an physikalischen Gesetzen der Bewegung des Körpers im Wasser, Methoden für das Erlernen neuer (und die Überwindung festgefahrener) Bewegungsabläufe und eine „bewusste“ Bewegungspraxis (mindful practice), die Laughlin mit fernöstlichen Meditations- und Bewegungsübungen vergleicht. Insgesamt geht es darum, Balance und ein Gespür für die Dynamik des Schwimmens zu entwickeln, statt bloß auf Stärke und Leistungsfähigkeit zu setzen.

### Balance
Total Immersion geht es um die Anwendung allgemeiner hydrodynamischer Prinzipien. Dies wird verdeutlicht durch das Ziel des „fischartigen Schwimmens“ (fishlike swimming) oder Übungen, die metaphorisch als „Formung des Bootsrumpfs“ bezeichnet werden. Dabei legt Laughlin auf Energieeffizienz und Verringerung des Wasserwiderstands Wert. Ein wichtiger Ansatz dafür ist, dass Schwimmer ihre Hüften möglichst nahe an die Wasseroberfläche bringen, um die Angriffsfläche zu verringern und Turbulenzen zu vermeiden. Durch die richtige Balance sollen Beine, Hüften, Schultern und Kopf möglichst auf einer Höhe gehalten werden. Der Körper wird mit einer Wippe verglichen, die sich um den Brustkorb dreht, der im Wasser den größten Auftrieb hat. Da die Beine in der Regel ein höheres spezifisches Gewicht haben, müssen die Schwimmer versuchen, ihr Gewicht nach vorne zu verlagern und die Hüften nach oben zu bringen. Dies soll durch eine ausgleichende Position des Kopfes bewirkt werden, den der Schwimmer in gerader Verlängerung der Wirbelsäule entspannt eintauchen soll, und durch das Ausstrecken der Arme vor die Brust, so dass die Schlagzyklen beider Arme sich nach vorne fast überlappen. Diese Schlagtechnik wird auch als „Schwimmen im vorderen Viertel“ (front quadrant swimming) bezeichnet.
Um die Balance im Wasser zu erlernen und zu perfektionieren, gibt es verschiedene Übungen, angefangen mit einer Art „Toter Mann“-Position mit leichtem Kraulbeinschlag bis zu Vorübungen fürs Kraulen, bei denen der Schwimmer seitlich eintaucht und mit Gesicht nach unten und Brustkorb schräg nach unten mit entspanntem Beinschlag „gleitet“. Zur Übung dynamischer Balance dreht sich der Schwimmer von einer Schulter auf die andere um die eigene Achse, wobei er zwischendurch im sogenannten sweet spot, mit nach oben gerichtetem Gesicht und schräg nach oben gerichtetem Brustkorb, tief einatmet.

### Stromlinienförmige Ausrichtung
Nach der Balance im Wasser ist das nächste Lernziel die stromlinienförmige Ausrichtung des Körpers. Durch das sogenannte Streamlining kann der Wasserwiderstand reduziert und ein effizienterer Schwimmstil erlernt werden. Statisches Streamlining bezieht sich auf Positionen wie das Skating, bei der ein Arm nach vorne ausgestreckt wird, um einen Führungspunkt zu bieten und der Körper, angetrieben durch leichten Kraulbeinschlag, folgt. Beim aktiven Streamlining rotiert der Körper abwechselnd von der rechten zur linken Skating-Position und umgekehrt, wobei zwischendurch in der sogenannten „Sweet Spot“-Position Luft geholt wird. Verschiedene Übungen sollen es dem Schwimmer erleichtern von einer Position in die andere zu wechseln, bis der Bewegungsablauf automatisiert ist. Ein zusätzlicher Vorteil einer stromlinienförmigen Körperposition besteht darin, dass er dazu beiträgt, eine lange Körperlinie im Wasser zu behalten. Dies reduziert Wasserwiderstand und verhilft dem Schwimmer, leichter durchs Wasser zu gleiten. Für die Effizienz, mit der Schwimmer durchs Wasser gleiten, gilt die Zahl der Schwimmzüge pro zurückgelegter Strecke als Anhaltspunkt. Gute TI-Schwimmer brauchen lediglich 9 bis 12 Kraulschwimmzüge, um eine 25-m-Bahn zurückzulegen.

### Vortrieb
Im Unterschied zu vielen anderen Schwimmmethoden spielt die Maximierung des Vortriebs bei TI eine eher untergeordnete Rolle. Ziel sind auch hier eher qualitative Verbesserungen, etwa dass die Bewegungen der Gliedmaße sich harmonisch aus Ganzkörperbewegungen entwickeln und dass Gewichtsverlagerungen genutzt werden.
Im Total Immersion-Lehrkonzept werden Antriebsmethoden erst nach den Übungen zur Balance und stromlinienförmigen Ausrichtung gelehrt. Ausgangspunkt ist die Überlegung, dass Geschwindigkeit sich beim Schwimmen aus der Differenz zwischen Vortrieb und Wasserwiderstand ergibt. Der Vortrieb erfordert einen weitaus größeren Kraftaufwand als die Vermeidung von Wasserwiderstand durch einen möglichst reibungslosen Bewegungsablauf und lange Gleitphasen. Allein durch größeren Krafteinsatz schneller schwimmen zu wollen sei ineffizient, da die Erhöhung der Geschwindigkeit im Verhältnis einer Dreierpotenz zur zusätzlich aufgewandten Energie stünde, die Verdopplung der Geschwindigkeit also achtmal so anstrengend sei. Nach Einschätzung von TI-Gründer Terry Laughlin wird beim traditionellen Schwimmen zudem nur ein Bruchteil der aufgewendeten Energie in Vortrieb umgesetzt. Oft würde die Erhöhung der Zugzahl zugleich mit einer Verkürzung der Zuglänge einhergehen, wobei unberücksichtigt bliebe, dass der Vortrieb ein Produkt aus Zugfrequenz und Zuglänge sei.
Die Schwimmbewegungen sollen daher möglichst einfach, kontrolliert und ruhig erfolgen, um die Turbulenzen zu verringern. Durch eine eher statische Balancetechnik entfallen zudem Schwimmbewegungen, die den Körper dynamisch stabilisieren sollen, aber keinen effizienten Vortrieb bringen.
Beim Kraul- und Rückenschwimmen sollen Schwimmer möglichst geschickt Gewichtsverlagerung (insbesondere durch Drehung des Rumpfes) zur Erzeugung von Vortrieb nutzen. Beim Schmetterlingsstil und Brustschwimmen soll sowohl der Auftrieb als auch die Schwerkraft beim Vortrieb helfen. Der Beinschlag wird bei diesen Schwimmarten durch einen den ganzen Körper erfassenden Bewegungsablauf vorbereitet.
Total Immersion-Stil vermeidet beim Training eine Aufteilung in Armarbeit, die den Körper ziehen soll und Beinarbeit, die durch Wassertreten Vortrieb produzieren soll. Daher spielt das Training mit Schwimmbretten oder Pull Buoys keine Rolle. Vielmehr wird eine Integration des ganzen Körpers angestrebt oder – beim Kraulschwimmen – eher zwischen der linken und rechten Körperhälfte unterschieden, die jeweils stromlinienförmig zum Gleiten gebracht werden soll. Es geht demnach nicht darum, die Frequenz des Beinschlag und der Armzüge zu verstärken, sondern koordinierte und gezielte Bewegungen mit einem genau zur richtigen Zeit erfolgenden doppelten Beinschlag.

## Lehrmethode
TI versucht Schwimmen auf eine ähnliche Weise wie fernöstliche Kampfkunst oder Meditationsübungen, z. B. Yoga oder Tai Chi, als „achtsame Praxis“ (mindful practice) zu trainieren. Dabei soll ein Bewusstsein für die Körperbewegungen und Interaktion mit dem Wasser entwickelt werden und eine kontinuierliche Verbesserung im Sinne des japanischen Kaizen angeregt werden.
Die Abfolge von Übungen zielt darauf ab, den Schwimmstil aus einfachen Bewegungsabläufen und Balanceübungen schließlich zu einer organischen Bewegung des ganzen Körpers zusammenzusetzen. Die Aufteilung in elementare Übungen erleichtert es insbesondere Schwimmern mit einem verfestigten schlechten Schwimmstil, das Schwimmen von Grund auf neu zu lernen und alte Gewohnheiten zu überwinden.
Dabei sollen neue Erkenntnisse aus dem Bewegungslernen genutzt werden, indem kurze einfache Bewegungsabläufe auf langsame Weise ausgeführt und geübt werden, bis sie perfekt sitzen und automatisiert sind. Danach können sie in komplexere Bewegungsabläufe eingebaut werden. Schließlich können die Schwimmer auch Schnelligkeit trainieren, ohne dass die Effizienz ihres Schwimmstils darunter leidet.

## Schwimmarten

### Kraulschwimmen
Für das Kraulschwimmen sind fünf Punkte zentral:
- Das Gewicht des Kopfes soll vom Wasser getragen werden, so dass Kopf und Wirbelsäule eine Linie bilden.
- Durch Torsorotation soll die Wirkung der Schwimmzüge verbessert werden.
- Die Hände sollen eher die Körperlinie verlängern, als hektisch im Wasser zu rudern. Mindestens ein Arm soll immer im vordersten Viertel der Körperlinie sein (front quadrant swimming).
- Der Beinschlag wird reduziert, bis er organisch mit den Armbewegungen harmoniert; vor allem soll er die Drehung des Körpers unterstützen.
- Angestrebt wird ein ruhiger, ausgeglichener Schwimmstil mit wenig Wellen oder Platschen.

### Brustschwimmen
Bezüglich Brustschwimmen sind die zentralen Punkte:
- Während der Gleitphase geht es um eine möglichst gestreckte, stromlinienförmige Haltung.
- Die Armbewegung wird minimiert und trägt nicht zum Vortrieb bei.
  - Die Arme werden in der Gleitphase vor dem Schwimmer ausgestreckt.
  - Die Armbewegung soll nur den Kopf zum Atmen über Wasser bringen.
- Die Bewegung des Kopfes über Wasser initiiert eine Ganzkörperbewegung, die im Beinschlag endet.
- Die Augen sind nach unten gerichtet und schauen zu keiner Phase der Schwimmbewegung direkt nach vorne.

### Schmetterling
Wie beim Brustschwimmen entspringt auch beim Schmetterlingsschwimmen, bei dem sich der Körper wellenförmig auf und ab bewegt, die Kraft des Beinschlag aus der Ganzkörperbewegung.

## Zielgruppe und Geschäftsmodell
Total Immersion ist insbesondere für erwachsene Schwimmeinsteiger, Triathleten, Langstreckenschwimmer und Leute geeignet, die aus Fitness- und Gesundheitsgründen schwimmen. Für Triathleten wurden mit Zendurance Cycling und Chi Running ähnliche Angebote für effiziente und bewusste und daher auch angeblich weniger verletzungsintensive Bewegungsabläufe für das Laufen und Radfahren entwickelt, die sich ebenfalls auf ihre Verwandtschaft mit fernöstlicher Bewegungsmeditation berufen und in den USA gemeinsam vermarktet werden.
Der „Head Coach“ Terry Laughlin hat zahlreiche Bücher und DVDs publiziert, die interessierten Sportlern zum Selbststudium dienen sollen. Daneben gibt es inzwischen ein weltweites Netz von zertifizierten TI-Trainern, die in 17 Ländern die Methode in Kursen und Workshops vermitteln.

## Bewertung
Der Sportwissenschaftler Ross Sanders hebt in einem Artikel hervor, dass durch die Verzögerung des Armschlags nach dem Eintauchen (sogenanntes catch-up), durch die beim Kraulschwimmen mindestens ein Arm immer vor den Schultern des Schwimmers ist, tatsächlich die Balance verbessert werden könne, so dass die Beine nicht absacken. Außerdem könne die von TI vertretene starke Rotation des Torso sowohl den Effekt einer Verbesserung der Stromlinienform haben, da das Wasser einen fischförmig-vertikalen Körper besser umströmen könne, als auch den Krafteinsatz für die Kraulzüge erleichtern.
Der Verzicht auf einen starken Kraulbeinschlag, der durch die bessere Balance ermöglicht wird, ist vor allem für Langstreckenschwimmer von Vorteil. Weil die Beinkraft für die anderen Wettkampfdisziplinen Laufen und Radfahren gebraucht wird, ist TI insbesondere auch für Triathleten interessant.
Wie Mathias Heinze in dem Sport- und Lifestyle-Magazin Fit For Fun nahelegt, sind nicht alle Botschaften von TI so exklusiv, wie sie rüberkommen. Beim Techniktraining betont langsam und bewusst zu schwimmen sei, wie der ehemalige Bundesligaschwimmer Jochen Lenz betont, durchaus üblich: „nur wer sich voll auf jede Bewegung konzentriert, schwimmt technisch sauber, kraftsparend und am Ende auch schnell“.